# 觀護盃國際籃球邀請賽
觀護盃國際籃球邀請賽（Hualien Probation  Basketball，"HPB"），是台灣花蓮縣觀護志工協進會所舉辦，長期與ESPN合作轉播的國際邀請賽事。

## 成立與沿革
觀護盃國際籃球邀請賽前身是「觀護盃全國甲一級四強菁英挑戰賽」，首屆在2003年舉辦，當屆有四隊參賽，2004年第二屆時有六隊參賽。2005年開始邀請國外球隊參賽，改名「觀護盃國際籃球邀請賽」，本屆有八隊參賽，2006年之後則擴充到十隊參賽。創辦理事長林有志(花蓮縣林姓宗親會理事長、行政院東部聯合服務中心副執行長）

## 2020年觀護盃國際籃球邀請賽
此屆觀護盃同時也是第十八季超級籃球聯賽季前熱身賽，由於新冠肺炎參賽球隊只有五隊。
冠軍是裕隆納智捷籃球隊，亞軍是台灣啤酒籃球隊，季軍是桃園璞園建築籃球隊，殿軍是台灣銀行籃球隊，第五名是高雄九太科技籃球隊，第六名是健行科技大學籃球隊。

### 參賽隊伍
- 台灣銀行籃球隊(台灣超級籃球聯賽)
- 台灣啤酒籃球隊(台灣超級籃球聯賽)
- 璞園建築籃球隊(台灣超級籃球聯賽)
- 高雄九太科技籃球隊(台灣超級籃球聯賽)
- 裕隆納智捷籃球隊(台灣超級籃球聯賽)
- 健行科技大學籃球隊(台灣大專籃球聯賽)

## 2019年觀護盃國際籃球邀請賽
此屆觀護盃同時也是第十七季超級籃球聯賽季前熱身賽。
冠軍是璞園建築籃球隊，亞軍是九太科技籃球隊，季軍是莫諾吸血鬼，殿軍是台灣啤酒籃球隊，第五名是台灣銀行籃球隊，第六名是印尼隊，第七名是寶島夢想家，第八名是皓宇國際籃球隊。

### 參賽隊伍
- 台灣銀行籃球隊(台灣超級籃球聯賽)
- 台灣啤酒籃球隊(台灣超級籃球聯賽)
- 璞園建築籃球隊(台灣超級籃球聯賽)
- 九太科技籃球隊(台灣超級籃球聯賽)
- 寶島夢想家(東南亞職業籃球聯賽)
- 莫諾吸血鬼(東南亞職業籃球聯賽)
- 皓宇國際籃球隊
- SAVAGE LABC
- 印尼隊
- 馬來西亞猛龍

## 2018年觀護盃國際籃球邀請賽
此屆觀護盃同時也是第十六季超級籃球聯賽季前熱身賽。
冠軍是寶島夢想家，亞軍是皓宇國際籃球隊，季軍是台灣啤酒籃球隊，殿軍是南華籃球隊，第五名是台灣銀行籃球隊，第六名是印尼隊，第七名是金門酒廠籃球隊，第八名是美國隊。

### 參賽隊伍
A組
- 台灣啤酒籃球隊(台灣超級籃球聯賽)
- 泰國隊
- 寶島夢想家(東南亞職業籃球聯賽)
- 美國隊
- 台灣銀行籃球隊(台灣超級籃球聯賽)

B組
- 金門酒廠籃球隊(台灣超級籃球聯賽)
- 皓宇國際籃球隊
- 南華籃球隊(香港籃球聯賽)
- 印尼隊

## 2017年觀護盃國際籃球邀請賽
此屆觀護盃同時也是第十五季超級籃球聯賽季前熱身賽，SBL4支隊伍都有參賽。
冠軍是桃園璞園建築籃球隊，亞軍是台灣啤酒籃球隊，季軍是金門酒廠籃球隊，殿軍是臺灣銀行籃球隊，第五名是洛杉磯海灣，第六名是鈦鼎科技籃球隊，第七名是印尼隊，第八名是美國隊。

### 參賽隊伍
A組
- 璞園建築籃球隊(台灣超級籃球聯賽)
- 金門酒廠籃球隊(台灣超級籃球聯賽)
- 印尼籃球隊
- 美國隊

B組
- 鈦鼎科技籃球隊
- 台灣啤酒籃球隊(台灣超級籃球聯賽)
- 洛杉磯海灣籃球隊
- 台灣銀行籃球隊(台灣超級籃球聯賽)

## 2016年觀護盃國際籃球邀請賽
此屆觀護盃同時也是第十四季超級籃球聯賽季前熱身賽，SBL4支隊伍都有參賽。
冠軍是達欣工程籃球隊，亞軍是台灣啤酒籃球隊，季軍是台灣銀行籃球隊，殿軍是璞園建築籃球隊。

### 參賽隊伍
- 達欣工程籃球隊
- 璞園建築籃球隊
- 台灣啤酒籃球隊
- 台灣銀行籃球隊
- 美國菁英隊

## 2015年觀護盃國際籃球邀請賽
此屆觀護盃同時也是第十三季超級籃球聯賽季前熱身賽，SBL6支隊伍都有參賽。
冠軍是璞園建築籃球隊，亞軍是裕隆納智捷籃球隊，季軍是達欣工程籃球隊，第四名是臺灣銀行籃球隊，第五名是日本富山雷鳥（富山サンダーバード），第六名是美國菁英隊，第七名是台灣啤酒籃球隊，第八名是蒙古籃球隊。

### 參賽隊伍
A組
- 富邦勇士籃球隊
- 蒙古籃球隊
- 達欣工程籃球隊
- 璞園建築籃球隊
- 美國菁英隊

B組
- 裕隆納智捷籃球隊
- 台灣啤酒籃球隊
- 日本雷鳥籃球隊
- 台灣銀行籃球隊

## 2014年觀護盃國際籃球邀請賽
此屆觀護盃同時也是第十二季超級籃球聯賽季前熱身賽，SBL5支隊伍都有參賽。
冠軍是*日本link tochigi brex，亞軍是*日本Chiba Jets，季軍戰因場地濕滑，達欣工程籃球隊和台灣銀行籃球隊並列季軍。

### 參賽隊伍
- 裕隆納智捷籃球隊
- 達欣工程籃球隊
- 台灣啤酒籃球隊
- 日本link tochigi brex
- 台灣銀行籃球隊
- 日本Chiba Jets
- 璞園建築籃球隊
- 美國菁英隊

## 2012年觀護盃國際籃球邀請賽
2012年10月31日至11月4日於花蓮縣立體育館（德興小巨蛋）舉行。
此屆觀護盃同時也是第十季超級籃球聯賽季前熱身賽，SBL7支隊伍都有參賽。
冠軍是美國菁英隊，亞軍是璞園建築籃球隊，季軍是台灣大籃球隊，第四名是達欣工程籃球隊。

### 參賽隊伍
- 裕隆恐龍籃球隊
- 達欣工程籃球隊
- 台灣啤酒籃球隊
- 金門酒廠籃球隊
- 台灣銀行籃球隊
- 台灣大籃球隊
- 璞園建築籃球隊
- 美國菁英隊

## 2009年觀護盃國際籃球邀請賽
2009年10月14日至10月18日於花蓮縣立體育館（德興小巨蛋）舉行。
冠軍是中華人民共和國山西猛龍籃球俱樂部，亞軍是台灣啤酒籃球隊，季軍是裕隆恐龍籃球隊，第四名是韓國慶熙大學籃球隊（Spring Cooking Oil）。

### 參賽隊伍
- 裕隆恐龍籃球隊
- 達欣工程籃球隊
- 台灣啤酒籃球隊
- 金門酒廠籃球隊
- 中華人民共和國中國男子籃球職業聯賽山西猛龍籃球俱樂部
- 馬來西亞國家代表隊
- 韓國慶熙大學籃球隊（韓國大學冠軍隊）
- 阿富汗留美學生聯隊（NCAA美國大學籃球聯盟代表隊）

## 2007年觀護盃國際籃球邀請賽
2007年10月3日至10月7日於花蓮縣立體育館（德興小巨蛋）舉行。
冠軍是達欣工程籃球隊，亞軍是韓國慶熙大學籃球隊，季軍是裕隆恐龍籃球隊，第四名是米迪亞精靈籃球隊，第五名是日本沖繩國王隊（琉球ゴールデンキングス），第六名是台灣啤酒籃球隊，第七名是阿富汗留美學生聯隊，第八名是璞園建築籃球隊，第九名是馬來西亞國家代表隊，第十名是菲律賓春天食用油籃球隊（Spring Cooking Oil）。

### 參賽隊伍
- 裕隆恐龍籃球隊
- 達欣工程籃球隊
- 台灣啤酒籃球隊
- 璞園建築籃球隊（原東風老鷹籃球隊）
- 米迪亞精靈籃球隊（原東森羚羊籃球隊）
- 日本BJ聯盟（Bj league）沖繩國王隊（琉球ゴールデンキングス）
- 菲律賓NBC聯盟（National Basketball Conference）春天食用油隊（Spring Cooking Oil）
- 馬來西亞國家代表隊
- 韓國慶熙大學籃球隊（韓國大學冠軍隊）
- 阿富汗留美學生聯隊（NCAA美國大學籃球聯盟代表隊）

## 2006年觀護盃國際籃球邀請賽
2006年5月24日至5月28日於花蓮縣立體育館（德興小巨蛋）舉行。
冠軍是裕隆恐龍籃球隊，亞軍是韓國慶熙大學籃球隊，季軍是日本大阪EVESSA籃球隊（大阪エヴェッサ），第四名是東森羚羊籃球隊，第五名是達欣工程籃球隊，第六名是台灣啤酒籃球隊，第七名是幼敏電銷籃球隊，第八名是緯來獵人籃球隊。

### 參賽隊伍
- 台灣啤酒籃球隊
- 東森羚羊籃球隊
- 幼敏電銷籃球隊
- 菲律賓NBC聯盟（National Basketball Conference）春天食用油籃球隊（Spring Cooking Oil）
- 韓國慶熙大學籃球隊
- 裕隆恐龍籃球隊
- 達欣工程籃球隊
- 緯來獵人籃球隊
- 臺灣銀行籃球隊
- 日本BJ聯盟（Bj league）大阪EVESSA籃球隊（大阪エヴェッサ）

## 2005年觀護盃國際籃球邀請賽
2005年5月26日至5月29日於花蓮縣立體育館（德興小巨蛋）舉行。
冠軍是日本愛信海馬籃球隊（アイシンシーホース），亞軍是台灣啤酒籃球隊，季軍是緯來電視籃球隊，第四名是九太科技籃球隊，第五名是裕隆籃球隊，第六名是東森電視籃球隊，第七名是新浪獅籃球隊，第八名是菲律賓春天食用油籃球隊（Spring Cooking Oil）。

### 參賽隊伍
- 九太科技籃球隊
- 台灣啤酒籃球隊
- 裕隆籃球隊
- 緯來電視籃球隊
- 新浪獅籃球隊
- 日本JBL聯盟（日本バスケットボールリーグ）愛信海馬籃球隊（アイシンシーホース）
- 菲律賓NBC聯盟（National Basketball Conference）春天食用油籃球隊（Spring Cooking Oil）
- 東森電視籃球隊

## 2004年觀護盃菁英挑戰賽
2004年6月4日至6月6日於花蓮縣立體育館（德興小巨蛋）舉行。

### 參賽隊伍
- 新浪獅籃球隊
- 一統徵信籃球隊
- 達欣工程籃球隊
- 台灣啤酒籃球隊
- 九太科技籃球隊
- 裕隆汽車籃球隊

## 參照
- 超級籃球聯賽

## 外部連結
- 花蓮縣籃球協會 （页面存档备份，存于）